# Centre intégré universitaire de santé et de services sociaux de l'Ouest-de-l'Île-de-Montréal
Le 1er avril 2015, le Centre intégré universitaire de santé et des services sociaux de l'Ouest-de-l'Île-de-Montréal (CIUSSS-ODIM) est créé grâce à la fusion de 7 établissements de santé et des services sociaux sur l'Île de Montréal au Québec. Le CIUSSS de l'Ouest-de-l'Île-de-Montréal dessert la population des territoires de l'Ouest-de-l'Île et de Dorval, Lachine, LaSalle et des clientèles spécifiques.

## Présentation

### Territoire
Le territoire du CIUSSS de l'Ouest-de-l'Île-de-Montréal est le plus grand des cinq CIUSSS situés sur l'île de Montréal dont il couvre 38 %. Il s'étend sur 184 km2 et inclut 8 villes et 4 arrondissements où vivent près de 370 000 habitants.

### Desserte

#### Territoriale
Soit celle qui se trouve sur le territoire de Dorval-Lachine-LaSalle et de l'Ouest-de-l'Île, ainsi que la clientèle du Centre de réadaptation de l'Ouest de Montréal et celle de l'Hôpital Sainte-Anne. Le CIUSSS de l'Ouest-de-l'Île-de-Montréal dessert également la clientèle du Centre de soins prolongés Grace Dart puisque les places en hébergement sont gérées au niveau de la desserte territoriale par chaque CIUSSS de l'île de Montréal.

#### Extraterritoriale
Soit celle du Centre hospitalier de St. Mary, qui est située sur le territoire du CIUSSS Centre-Ouest, mais qui fait partie de ce CIUSSS.

#### Régionale (à travers l'île de Montréal) et suprarégionale (à travers le Québec)
Le CIUSSS reçoit les services de 3 établissements constitutifs du CIUSSS de l'Ouest-de- l'Île-de-Montréal. L'Institut universitaire en santé mentale Douglas, les Centres de la jeunesse et de la famille Batshaw et l'Hôpital Sainte-Anne assument des responsabilités qui vont au-delà de la desserte territoriale.

#### En provenance de partout au Canada
La clinique résidentielle de traitement des traumatismes liés au stress opérationnel de l'Hôpital Sainte-Anne offre des soins de santé et des services surspécialisés (3e ligne) de réadaptation en santé mentale aux vétérans des Forces armées canadiennes et aux membres de la Gendarmerie royale du Canada, actifs ou non. Sa clientèle y est admise à partir de références de toutes les cliniques pour traumatismes liés au stress opérationnel (TSO) du pays, puisqu'elle est la seule à offrir un traitement en résidence. L’offre de services du programme TSO, de la Direction des programmes de santé mentale et dépendances est complétée par la Clinique TSO et la Clinique de gestion de la douleur qui desservent l'Ouest du Québec.

### Établissements et points de services
Le CIUSSS de l'Ouest-de-l'Île-de-Montréal regroupe différents établissements de santé et services sociaux, soit des centres hospitaliers (CH), des centres locaux de services communautaires (CLSC), des centres d’hébergement de soins de longue durée (CHSLD), des centres de protection de l’enfance et de la jeunesse (CPEJ) incluant un Centre de réadaptation pour les jeunes en difficulté d’adaptation, des centres de réadaptation (CR), des centres de réadaptation en déficience intellectuelle et en troubles envahissants du développement (CRDITED). De plus, ce CIUSSS comprend un Centre hospitalier de soins psychiatriques (CHSP) et une Maison de naissances (MN) .
| établissement                                   | type    |
| ----------------------------------------------- | ------- |
| Centre d'hébergement de Dorval                  | CHSLD   |
| Centre d'hébergement de Lachine                 | CHSLD   |
| Centre d'hébergement Denis-Benjamin-Viger       | CHSLD   |
| Centre d'hébergement Nazaire-Piché              | CHSLD   |
| Centre d'hébergement de LaSalle                 | CHSLD   |
| Centre de soins prolongés Grace Dart            | CHSLD   |
| Ex-Hôpital général de Lachine                   | CHSLD   |
| Hôpital Sainte-Anne                             | CHSLD   |
| CLSC de Dorval-Lachine                          | CLSC    |
| CLSC de LaSalle                                 | CLSC    |
| CLSC de Pierrefonds                             | CLSC    |
| CLSC du Lac-Saint-Louis                         | CLSC    |
| Hôpital de LaSalle                              | CH      |
| Centre hospitalier de St. Mary                  | CH      |
| Hôpital général du Lakeshore                    | CH      |
| Institut universitaire en santé mentale Douglas | CHSP    |
| Centre de réadaptation de l’Ouest de Montréal   | CRDITED |
| Centres de la jeunesse et de la famille Batshaw | CPEJCR  |
| Maison de naissance du Lac-Saint-Louis          | MN      |

### Gouvernance
Les modalités et la composition sont prévues dans la Loi modifiant l’organisation et la gouvernance du réseau de la santé et des services sociaux notamment par l’abolition des agences régionales (RLRQ, chapitre O-7.2) (LMRSSS). Le CIUSSS est sous la responsabilité du Ministère de la Santé et des Services sociaux du gouvernement du Québec. La Présidente-directrice générale est Lynne McVey.

## Controverses
En 2019, une action collective a été intentée contre le CIUSSS de l'Ouest-de-l'Île-de-Montréal ainsi qu'au gouvernement du Québec et au gouvernement du Canada lors du transfert de l'Hôpital Sainte-Anne pour anciens combattants. Les personnes se plaignaient avoir reçu une qualité nettement inférieure une fois que l'hôpital est tombé sous juridiction provinciale. En 2021, les membres de cette action collective et leurs descendants ont eu gain de cause et le montant du recours est de 19 M$.
En 2020, au début de la pandémie de la COVID-19 au Québec, certains établissements sous gestion du CIUSSS (dont le CHSLD Héron) sont la cible d'une action collective pour le traitement inhumain et dégradant que les personnes qui y habitaient.